# Franc Oderlap
Franc Oderlap, slovenski alpinist in gorski reševalec, * 3. december 1958, † 3. oktober 2009, Katmandu, Nepal.
Že njegov oče je bil strasten planinec, on sam pa se je z alpinizmom pričel resneje ukvarjati šele po 30. letu starosti. Je prvi Slovenec, ki je osvojil najvišje vrhove vseh sedmih celin in član ekipe Dava Karničarja pri projektu Seven Summits (spust s smučmi z najvišjih vrhov vseh celin). Deloval je kot načelnik Gorske reševalne postaje Prevalje, inštruktor, reševalec-letalec, vodnik lavinskega psa in pripadnik službe za proženje snežnih plazov.
Smrtno se je ponesrečil leta 2009 na osemtisočaku Manasluju v Himalaji, na višini 5.800 m, ko je s Karničarjem preizkušal opremo za smučarsko odpravo na K2. Tam ga je 1. oktobra v glavo zadel odkrušen kos ledu, zaradi česar je padel v nezavest, soplezalci pa so organizirali reševalno akcijo. Oderlapa so prenesli v bazni tabor, od tam pa je bil 3. oktobra zjutraj, ko so vremenske razmere to omogočile, s helikopterjem prepeljan v bolnišnico v Katmandu, kjer je še istega dne podlegel poškodbam.